# Euphorbia fortuita
Euphorbia fortuita es una especie fanerógama perteneciente a la familia Euphorbiaceae. Es endémica de Sudáfrica en la Provincia del Cabo en Karoo.

## Descripción
Es una planta suculenta, perenne, un arbusto enano, que alcanza un tamaño de 0,02 a 0,12 m de altura a una altitud de + / - 500 metros.

## Taxonomía
Euphorbia fortuita fue descrita por A.C.White, R.A.Dyer & B.Sloane y publicado en Succ. Euphorb. 1: 397. 1941.
Etimología
Euphorbia: nombre genérico que deriva del médico griego del rey Juba II de Mauritania (52 a 50 a. C. - 23), Euphorbus, en su honor – o en alusión a su gran vientre –  ya que usaba médicamente Euphorbia resinifera. En 1753 Carlos Linneo asignó el nombre a todo el género.
fortuita: epíteto latino que significa "fortuita".